# Franz Lorinser

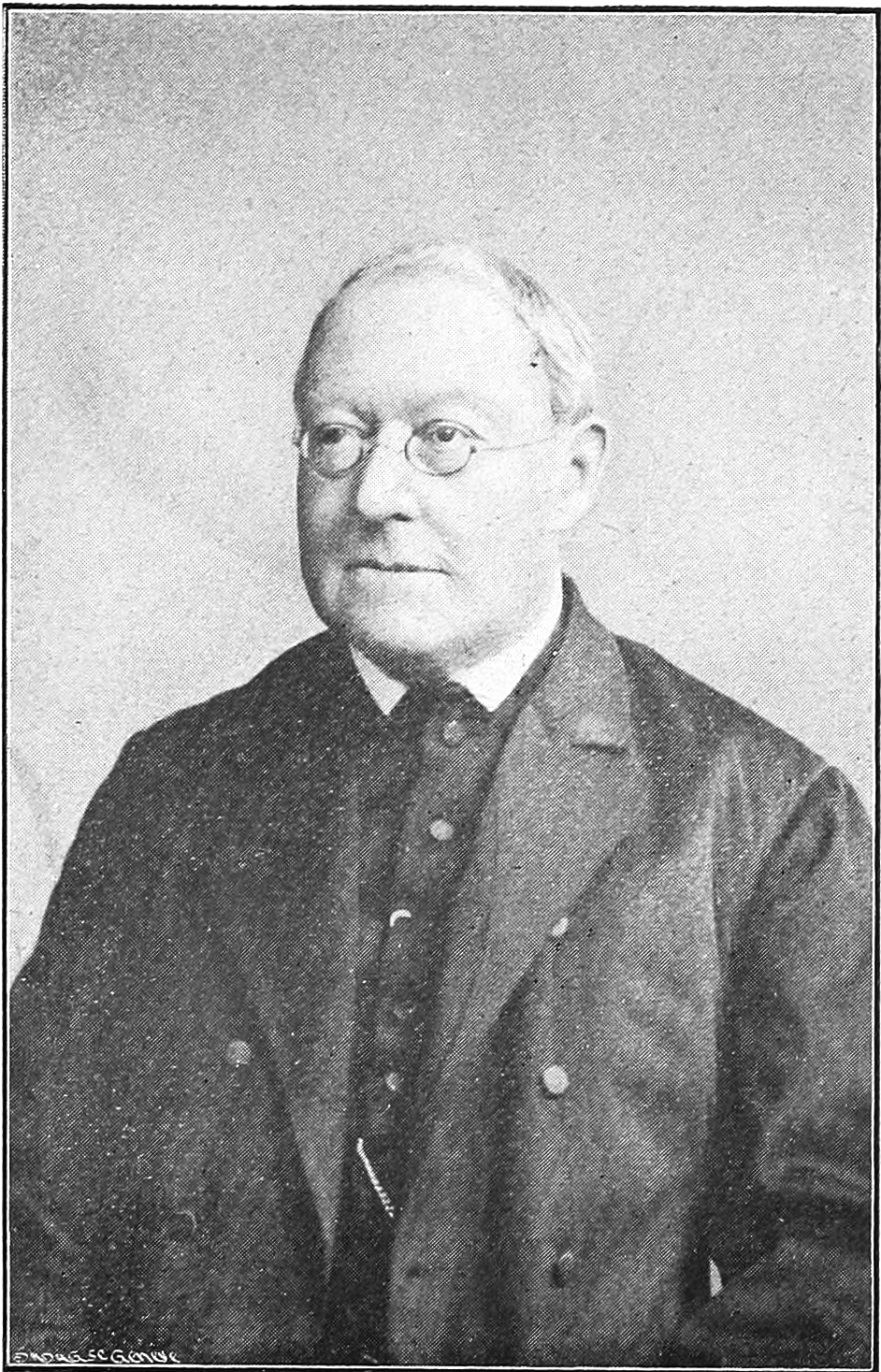

Franz Lorinser, född 12 mars 1821 i Berlin, död 12 november 1893 i Breslau, var en tysk romersk-katolsk teolog. Han var son till Karl Ignatius Lorinser.
Lorinser var verksam som furstbiskopligt konsistorialråd i Breslau. Han skrev teologiska arbeten och reseskisser från Spanien. Han är även känd som översättare av bland annat Pedro Calderón de la Barcas "andliga festspel" (18 band, 1856–72; 12:e upplagan 1881–87) och största religiösa dramer (sju band, 1875 ff.; andra upplagan 1892 ff.).